# Elisabeth Francisca Nieuwenhuis
Elisabeth Francisca Nieuwenhuis (Utrecht, 5 mei 1882 - Oosterbeek, 2 januari 1971) was een Nederlandse schilderes en illustrator.

## Leven en werk
Nieuwenhuis was een dochter van Ferdinand Jacob Nieuwenhuis (1848-1919) en 	Josephine Philippine Janitsch (1854-1937). Haar vader was architect en vijfentwintig jaar directeur gemeentewerken in Utrecht. In 1946 trouwde ze met haar achterneef Jan Derk Domela Nieuwenhuis Nyegaard (1870-1955), predikant en publicist.
Nieuwenhuis werd opgeleid aan de Kunstnijverheidsschool in Utrecht en Quellinus in Amsterdam. Vervolgens studeerde ze aan de Rijksakademie van beeldende kunsten. Ze kreeg les van August Allebé, Carel Dake, Pieter Dupont, Bart van Hove en Nicolaas van der Waay. Later kreeg ze privéles van Sara Henze. Ze sloot zich aan bij het Genootschap Kunstliefde.
Nieuwenhuis schilderde, tekende en etste bloemen, landschappen en portretten, daarnaast illustreerde ze boeken en tijdschriften.